# پال یاکونو
پال یاکونو (انگلیسی: Paul Iacono؛ زادهٔ ۷ سپتامبر ۱۹۸۸) یک هنرپیشه اهل ایالات متحده آمریکا است. وی از سال ۱۹۹۸ میلادی تاکنون مشغول فعالیت بوده‌است.